# Michel Pouliot
Pour les articles homonymes, voir Pouliot.
 (juin 2013).
Améliorez-le ou discutez des points à vérifier. 
Michel Pouliot, né le 13 avril 1931 à Cap-d'Espoir (Gaspésie, Canada) et mort le 29 avril 2024 à Gaspé, est un pilote et un homme d'affaires québécois.

## Biographie
Après ses études primaires et secondaires, Michel Pouliot suit des cours à l’Académie de Québec, décroche un diplôme en commerce et administration en 1948. 
À la même époque, son père, le docteur et politicien Camille Pouliot (ancien pilote de la Première Guerre mondiale) s'est procuré un avion léger de type Fleet Canuck à deux places. À cause de ses responsabilités, Camille Pouliot voyage fréquemment et doit couvrir beaucoup de distance en peu de temps. Son fils, fraîchement diplômé et à la recherche d'un emploi, décide de devenir le pilote de son père. Ce métier devient une passion. Il commence par effectuer des vols entre Gaspé et Québec, puis parcourt le reste du territoire québécois.
La ville de Gaspé ne posséde pas de compagnie aérienne ni d'aéroport. Le jeune pilote atterrit dans les champs autour de la ville. Pour desservir la région et l'aider à se développer, la Gaspésie avait besoin d'une compagnie aérienne et d'un véritable aéroport. 
Pouliot se heurte au scepticisme du directeur de sa banque. Son appui était essentiel, l'aviation étant relativement nouvelle. Le directeur craint de se retrouver avec une compagnie qu'il ne pourrait gérer, en cas d'accident ou de décès. Jugeant l'entreprise risquée, il refuse. 
Michel Pouliot fait discrètement le tour de la Gaspésie, rencontre des hommes d'affaires, leur expose son projet. Son idée semble séduisante : pour son potentiel de développement industriel et touristique, mais aussi, pour sortir la Gaspésie de son isolement, et établir des lignes de transport avec d'autres villes. 
L'idée fait son chemin, les appuis et les contributions s'accumulent. Michel Pouliot accumule une somme de 35 000 $, revient voir le directeur de la banque, un mois après son refus, et lui propose de créer un chantier maritime, près du quai de Gaspé. 
Ce chantier servirait à construire des chalutiers, cordiers et d'autres bateaux. Ces nouveaux bateaux remplaceraient les vieux utilisés par les pêcheurs. Des bateaux faits par les Gaspésiens pour les Gaspésiens. Michel Pouliot évoque en même temps son idée de créer une compagnie aérienne, dévoile les appuis et l'argent reçus. Le directeur de la banque donne son accord.
En 1951, à 20 ans, Michel Pouliot, fonde à Gaspé la première compagnie aérienne de la région : Transgaspésien aérien ltd. La construction de l'aéroport débute aussitôt et se termine en 1953. Première étape dans la vie professionnelle de ce pionnier de l'aviation.
En 1960, la compagnie change de nom pour devenir Air Gaspé. En 1974, cette compagnie est acquise par Québecair.
Michel Pouliot meurt le 29 avril 2024 à Gaspé à l'âge de 93 ans.

## Distinctions
- 2008:  Chevalier de l'Ordre national du Québec[5]